# Andreas Osiander
Andreas Osiander (ur. 19 grudnia 1498 w Gunzenhausen, zm. 17 października 1552 w Królewcu) – niemiecki teolog luterański i działacz reformacyjny.

## Życiorys
Andreas Osiander studiował język hebrajski na Uniwersytecie w Ingolstadt, w 1520 roku został wyświęcony na księdza i został nauczycielem hebrajskiego w augustiańskim seminarium w Norymberdze. W 1522 roku opublikował łaciński przekład Biblii poprawiony według tekstu oryginalnego i zawierający notatki na marginesie, tegoż samego roku został kaznodzieją w kościele św. Wawrzyńca i szybko został jednym z czołowych działaczy reformacji. W obecności legata papieskiego Campegiusa proponował królowej Danii Izabeli komunię pod obiema postaciami, a w Wielkim Tygodniu grzmiał z ambony przeciwko „rzymskiemu antychrystowi”. W 1525 roku napisał traktat polemizujący z franciszkaninem Kasparem Schatzgeierem, atakując w nim doktrynę ofiarniczego charakteru mszy. W sporze pomiędzy saksońskimi a szwajcarskimi reformatorami Osiander wziął stronę tych pierwszych, opowiadając się przeciwko Huldrychowi Zwingliemu. Również na spotkaniu w Marburgu stał po stronie reprezentantów Wittenbergi przeciwko reformatorom szwajcarskim. Osiander poróżnił się jednak również z innymi reformatorami z Niemiec. Mimo to Filip Melanchton zaprosił go na zjazd w Schmalkalden w 1537 roku, gdzie podpisał Artykuły szmalkaldzkie, jednak w kazaniu wygłosił poglądy przeciwne Lutrowi. Brał także udział w istotnych spotkaniach w Haguenau i Wormacji w 1540. W Wormacji poznał Jana Kalwina, który jednak poczuł się dotknięty jego nieuprzejmą mową stołową. W 1542 roku książę Otto Henryk Wittelsbach zaprosił Osiandra, by ten wprowadził reformację w jego księstwie.
Przez całe swe życie Osiander był płodnym pisarzem. W 1537 roku sporządził korelację Ewangelii, napisał odpowiedź na ataki Jana Ecka i traktat Conjectura de ultimis temporibus wymierzony w papiestwo. Był też zainteresowany matematyką i astronomią, w 1543 roku wydał dzieło Mikołaja Kopernika De revolutionibus orbium coelestium, z którego jednak usunął wstęp Kopernika, i dodał własny, niepodpisany wstęp, mówiący o hipotetycznym charakterze teorii heliocentrycznej, co było niezgodne z intencją autora. Konflikty ze zwinglianami i zagrożenie dla protestantów spowodowane I wojną szmalkaldzką sprawiły, że sytuacja Osiandra w Norymberdze stawała się coraz mniej wygodna. Po zwycięskim pochodzie wojsk cesarskich Osiander nie zaakceptował Interim augsburskiego i zbiegł do Wrocławia. Stamtąd napisał list do księcia Albrechta Hohenzollerna, który został przekonany do sprawy reformacji kazaniem Osiandra wygłoszonym w Norymberdze, i z którym prowadził stałą korespondencję. Nie czekając na odpowiedź w 1549 roku, udał się do Królewca, gdzie, pomimo braku stopnia naukowego, otrzymał probostwo i profesurę na wydziale teologicznym. Tam spierał się ze swoimi kolegami i zwolennikami Interim. Napisał tam traktat Von dem neuen Abgott und Antichrist zu Babel, wymierzony w papieża i Interim. 24 października 1550 roku miała miejsce dysputa na temat usprawiedliwienia z wiary, która dała przeciwnikom Osiandra okazję do przeprowadzenia ataku.
Osiander był przeciwny katolickiej doktrynie usprawiedliwienia i, zgodnie z nauką Lutra, głosił usprawiedliwienie z łaski przez wiarę, jednak głosił, że dokonuje się ono przez zamieszkanie Chrystusa z jego sprawiedliwością. W lutym 1551 roku, za sprawą księcia Albrechta, odbyła się konferencja, która miała na celu wyjaśnienie jego nauki. Sam Osiander uważał, że głosi naukę zgodną z poglądami Lutra, z czym polemizowali jego oponenci. Porozumienia nie osiągnięto, co doprowadziło do głębokiego rozdarcia. Kiedy Osiandra uczyniono superintendentem, Joachim Mörlin, jego główny przeciwnik, nie uznał tego i miał w tym wielu naśladowców. W Szczecinie Peter Artopöus i lekarz G. Curio poparli naukę Osiandra, jednak ogólnie nie cieszyła się ona akceptacją. Krytykowano przedstawianie boskości Chrystusa w sposób, jaki zagrażał nauce o jego ludzkiej naturze, oddzielanie usprawiedliwienia od odpuszczenia grzechów i łączenie usprawiedliwienia z odrodzeniem. Na łagodną polemikę Melanchtona odpowiedział ostrym traktatem Widerlegung der ungegründeten undienstlichen Antwort Philippi Melanchtoni (1552). Osiander umierał w atmosferze sporu, który miał trwać jeszcze kilka lat, pomimo podejmowanych przez księcia prób przywrócenia zgody. Po śmierci Osiandra przywódcą jego zwolenników stał się Andreas Aurifaber, rektor Uniwersytetu w Królewcu, od 1550 roku mąż jego córki.